# Odontamblyopus rubicundus
Odontamblyopus rubicundus és una espècie de peix de la família dels gòbids i de l'ordre dels perciformes.

## Morfologia
- Els mascles poden assolir 25 cm de longitud total.
- Nombre de vèrtebres: 27.[2][3]

## Hàbitat
És un peix de clima subtropical (20 °C-30 °C) i bentopelàgic.

## Distribució geogràfica
Es troba a l'Índia, Myanmar i Bangladesh.

## Observacions
És inofensiu per als humans.